# Vincitori italiani del Grammy Award
Di seguito è riportato un elenco, aggiornato al 2023, dei vincitori e candidati italiani ai Grammy Awards.

## Vincitori

### Cecilia Bartoli

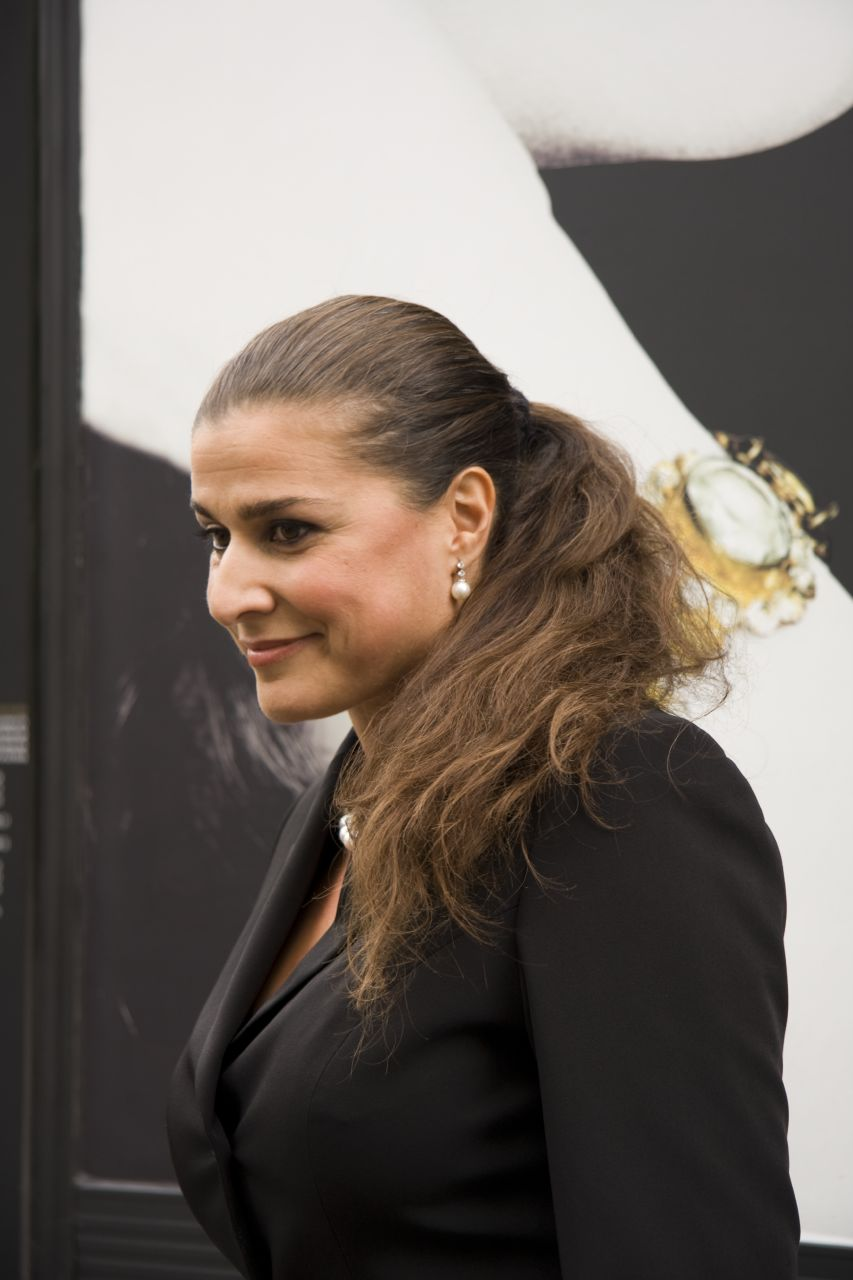
Cecilia Bartoli

Cecilia Bartoli, mezzosoprano, ha vinto 5 premi su 17 candidature.
- 1993
  - Candidatura al miglior album di musica classica per Cecilia Bartoli: Rossini Heroines (Album)
  - Candidatura alla miglior interpretazione vocale classica per Cecilia Bartoli: Rossini Heroines
- 1994
  - Candidatura al miglior album di musica classica per If You Love Me (18th Century Italian Songs)
- 1995[3]
  - Miglior interpretazione vocale classica per The Impatient Lover - Italian Songs By Beethoven, Schubert, Mozart
- 1996
  - Candidatura alla miglior registrazione d'opera per Mozart: La Clemenza Di Tito (Album)
- 1998
  - Miglior interpretazione vocale classica per An Italian Songbook - Works Of Bellini, Donizetti, Rossini
- 2001
  - Miglior interpretazione vocale classica per The Vivaldi Album - Dell'aura al sussurrar, Alma oppressa
- 2002
  - Miglior interpretazione vocale classica per Dreams & Fables - Gluck Italian Arias: Tremo Fra' Dubbi Miei; Di Questa Cetra In Seno
- 2006
  - Candidatura alla miglior interpretazione vocale classica per Opera Proibita
- 2009
  - Candidatura al miglior album di musica classica per Maria
  - Candidatura alla miglior interpretazione vocale classica per Maria
- 2011
  - Miglior interpretazione vocale classica per Sacrificium
  - Candidatura al miglior album di musica classica per Sacrificium
- 2014
  - Candidatura alla miglior interpretazione vocale solista classica per Mission
- 2016
  - Candidatura al miglior album vocale solista classico per St. Petersburg
- 2017
  - Candidatura alla miglior registrazione d'opera per Handel: Giulio Cesare
- 2021
  - Candidatura al miglior album vocale solista classico per Farinelli

### Benny Benassi

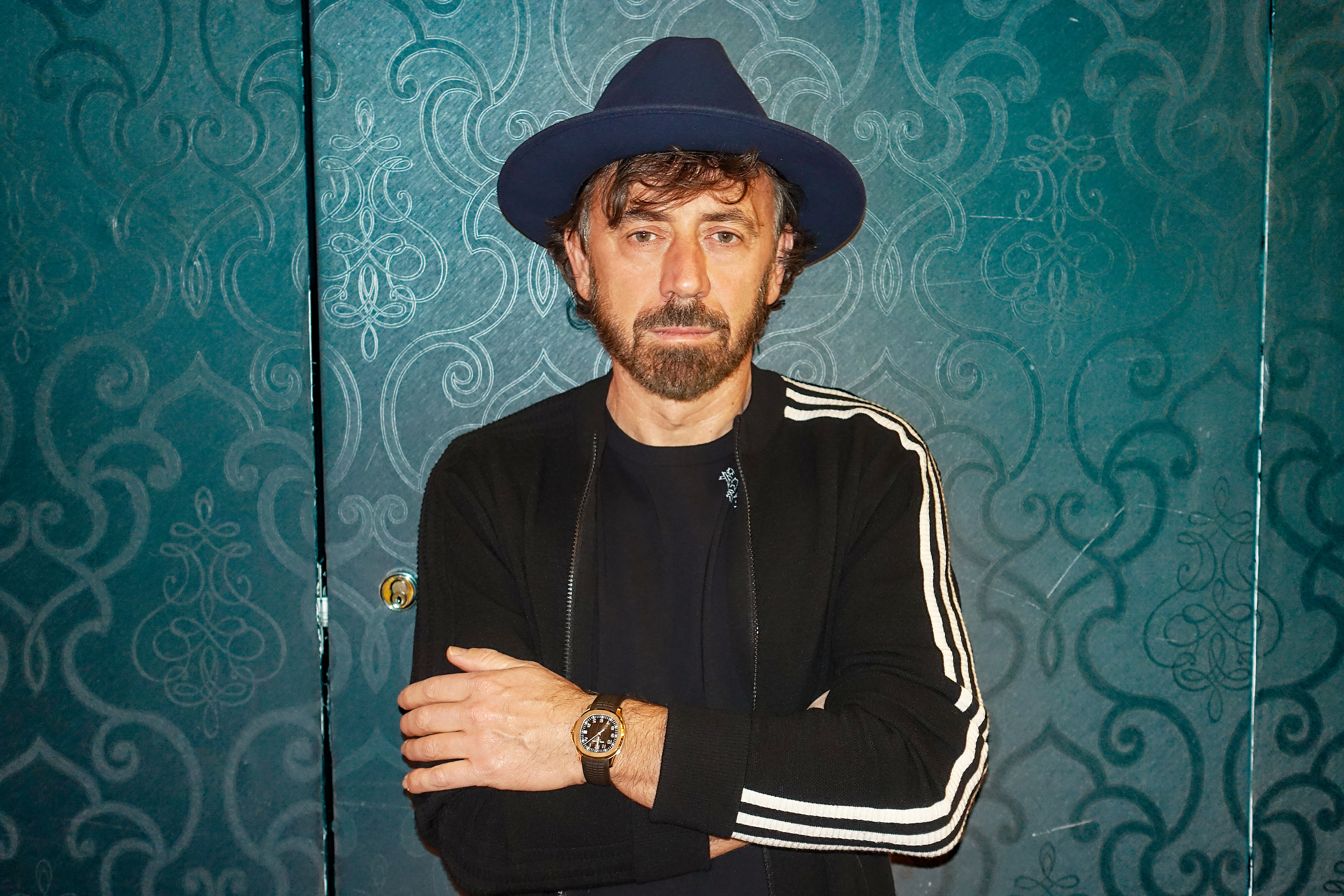
Benny Benassi

Benny Benassi, disc jockey e produttore discografico, ha vinto nel 2008 nella categoria miglior composizione remixata, non classica per Bring the Noise (Benny Benassi Sfaction Remix).

### Enrico Caruso

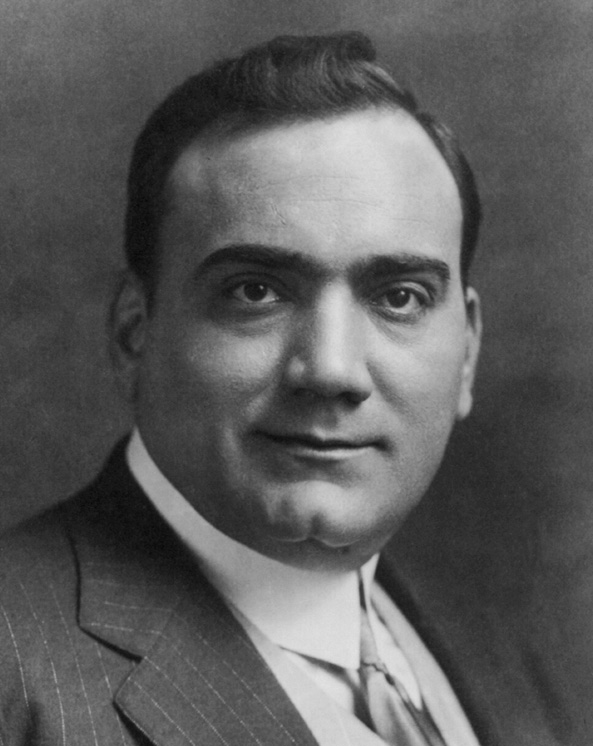
Enrico Caruso

Enrico Caruso, tenore, ha vinto il Grammy Award alla carriera nel 1987.

### Carlo Maria Giulini

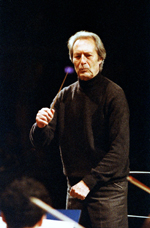
Carlo Maria Giulini

Il direttore d'orchestra Carlo Maria Giulini ha vinto 4 premi nel corso della carriera e ha ricevuto un totale di 19 candidature.
- 1962
  - Candidatura alla miglior registrazione d'opera per Mozart: The Marriage Of Figaro (Album)
- 1965
  - Candidatura alla miglior interpretazione corale per Verdi: Requiem Mass (Album)
  - Candidatura al miglior album di musica classica per Verdi: Requiem Mass (Album)
- 1971
  - Candidatura alla miglior interpretazione orchestrale per Berlioz: Romeo And Juliet (Album)
- 1972
  - Miglior interpretazione orchestrale per Mahler: Symphony No. 1 in D (con la Chicago Symphony Orchestra)
  - Candidatura al miglior album di musica classica per Mahler: Symphony No. 1 in D
  - Candidatura alla miglior registrazione d'opera per Verdi: Don Carlo (Album)
- 1977
  - Candidatura alla miglior interpretazione corale per Beethoven: Missa Solemnis (Album)
- 1978
  - Miglior interpretazione orchestrale per Mahler: Symphony No. 9 in D (con la Chicago Symphony Orchestra)
  - Candidatura al miglior album di musica classica per Mahler: Symphony No. 9 in D
- 1979
  - Miglior album di musica classica per Brahms: Concerto For Violin In D
  - Candidatura al miglior album di musica classica per Dvorák: Symphony No. 9 In E Minor ("New World")
  - Candidatura alla miglior interpretazione orchestrale classica per Bruckner: Symphony No. 9 In D Minor (Album)
- 1981
  - Miglior interpretazione corale per Mozart: Requiem
- 1984
  - Candidatura al miglior album di musica classica per Verdi: Falstaff (Album)
  - Candidatura alla miglior registrazione d'opera per Verdi: Falstaff (Album)
  - Candidatura alla miglior registrazione orchestrale classica per Beethoven: Symphony No. 5 In C Minor, Op.  67 (Album)
- 1989[10]
  - Candidatura al miglior album di musica classica per Horowitz Plays Mozart (Album)
- 1997
  - Candidatura alla miglior interpretazione corale per Schubert: Mass In E Flat (Album)

### Ennio Morricone

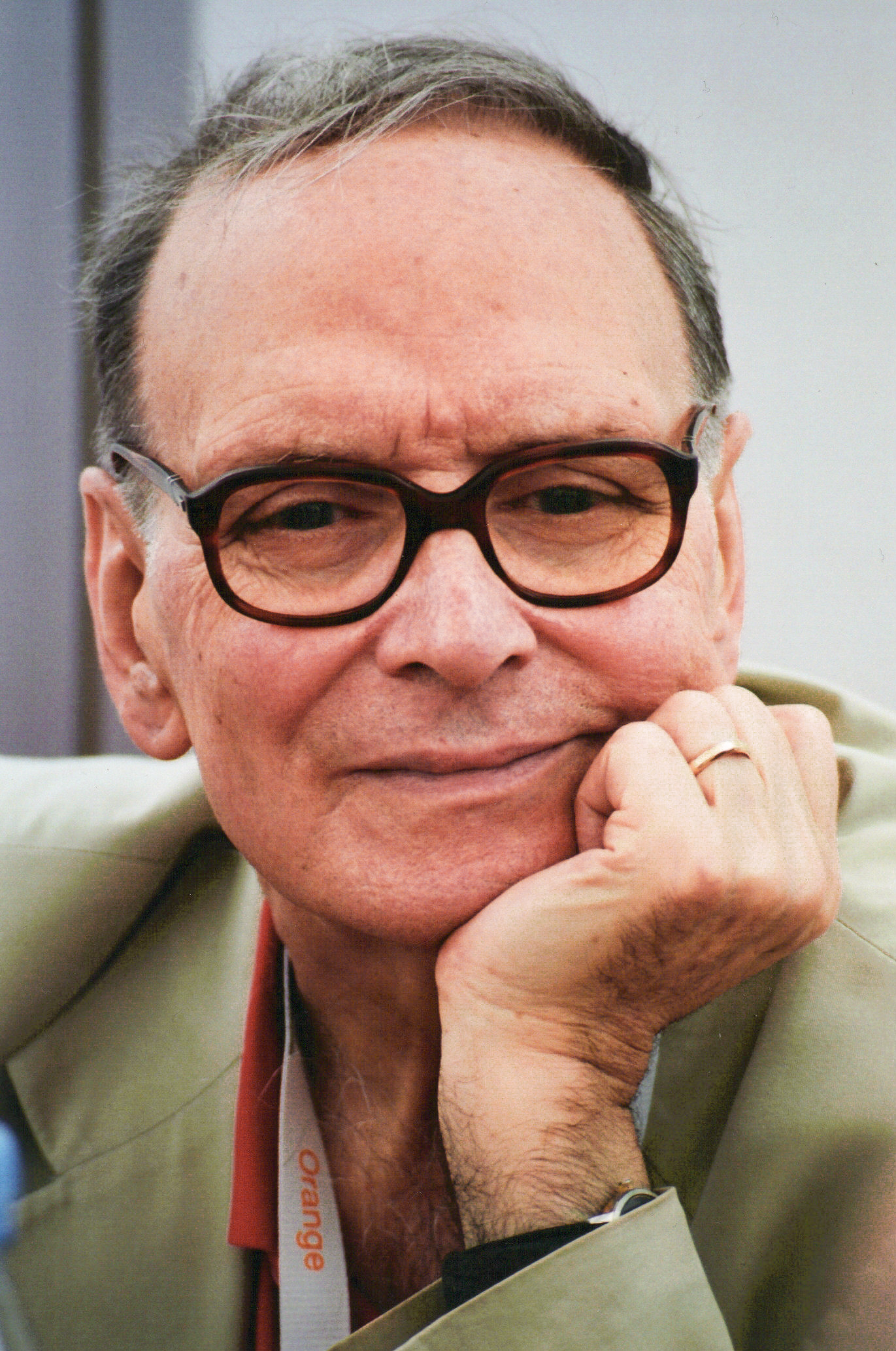
Ennio Morricone

Il compositore, direttore d'orchestra e arrangiatore Ennio Morricone ha vinto 1 Grammy su 7 candidature.
- 1969
  - Candidatura al miglior composizione strumentale per Il buono, il brutto, il cattivo
- 1988
  - Miglior colonna sonora per i media visivi per The Untouchables - Gli intoccabili
- 1995
  - Candidatura alla miglior colonna sonora per i media visivi per Wolf - La belva è fuori
- 1997
  - Candidatura alla miglior colonna sonora per i media visivi per L'uomo delle stelle
- 1999
  - Candidatura alla miglior colonna sonora per i media visivi per Bulworth - Il senatore
- 2014[12]
  - Grammy Trustees Award
- 2017
  - Candidatura alla miglior composizione strumentale per L'Ultima Diligenza Di Red Rock - Versione Integrale
  - Candidatura alla miglior colonna sonora per i media visivi per The Hateful Eight

### Domenico Modugno

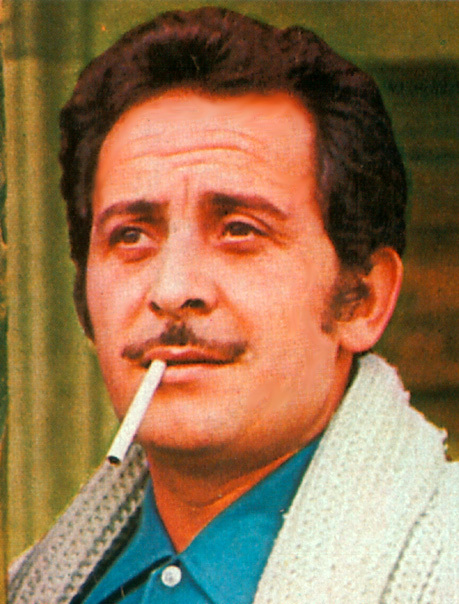
Domenico Modugno

Domenico Modugno ha vinto 2 premi per la canzone Nel blu, dipinto di blu.
- 1959
  - Registrazione dell'anno per Nel blu, dipinto di blu
  - Canzone dell'anno per Nel blu, dipinto di blu
  - Candidatura alla miglior interpretazione vocale maschile per Nel blu, dipinto di blu

### Giorgio Moroder

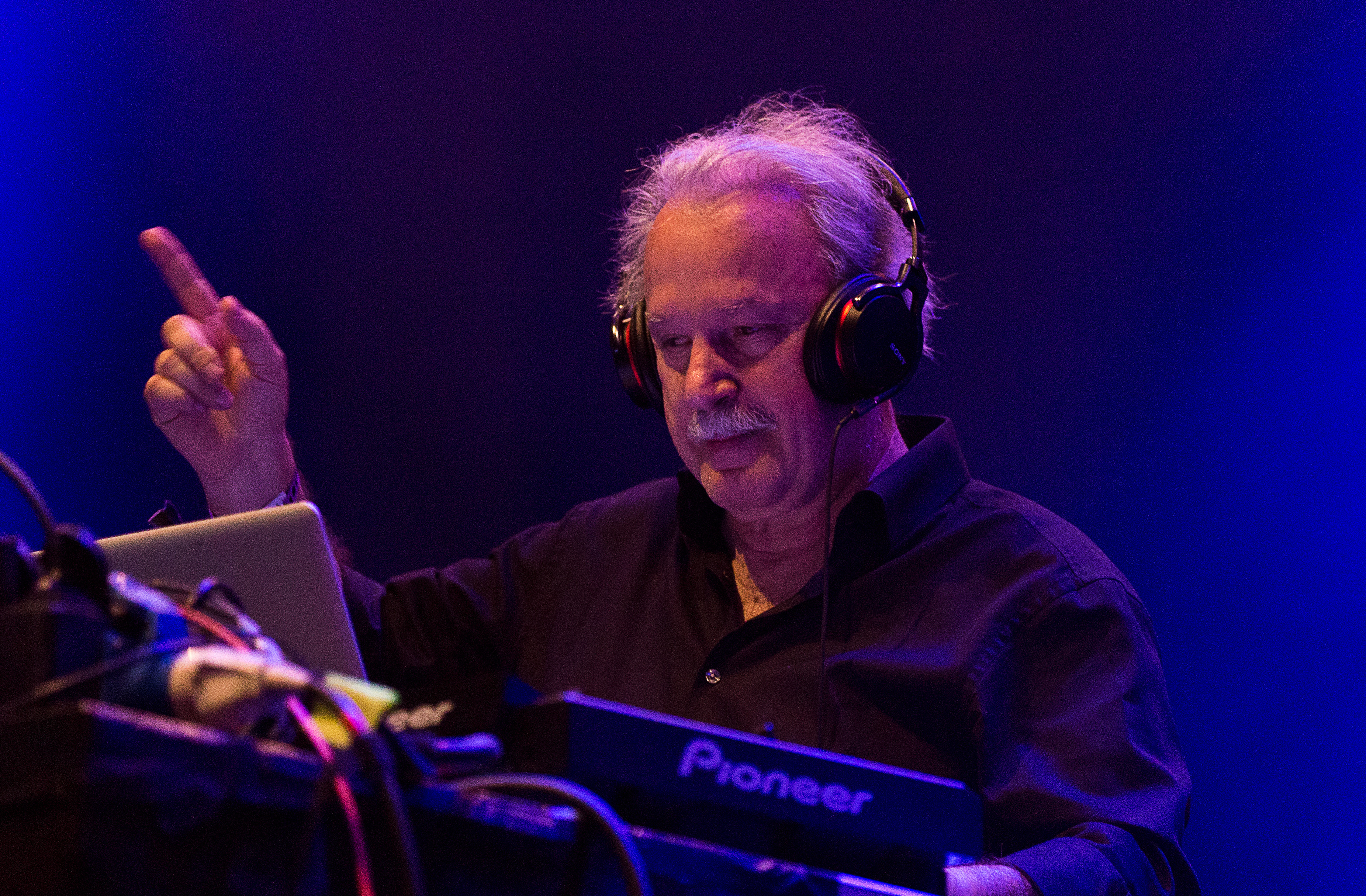
Giorgio Moroder

Giorgio Moroder ha vinto 4 premi durante la carriera ed ha ricevuto un totale di 9 candidature.
- 1979
  - Candidatura alla miglior colonna sonora per i media visivi per Fuga di mezzanotte
- 1980
  - Candidatura all'album dell'anno per Bad Girls (come produttore)
  - Candidatura al miglior registrazione disco per Bad Girls (come produttore)
- 1984
  - Miglior composizione strumentale per (Love Theme) from Flashdance
  - Miglior colonna sonora per i media visivi per Flashdance
  - Candidatura all'album dell'anno per Flashdance
  - Candidatura alla registrazione dell'anno per Flashdance... What a Feeling (come produttore e per aver co-scritto la canzone con Irene Cara e Keith Forsey)
- 1998
  - Miglior registrazione dance per Carry On (come produttore e per aver co-scritto la canzone con Donna Summer)
- 2014
  - Album dell'anno per Random Access Memories

### Riccardo Muti

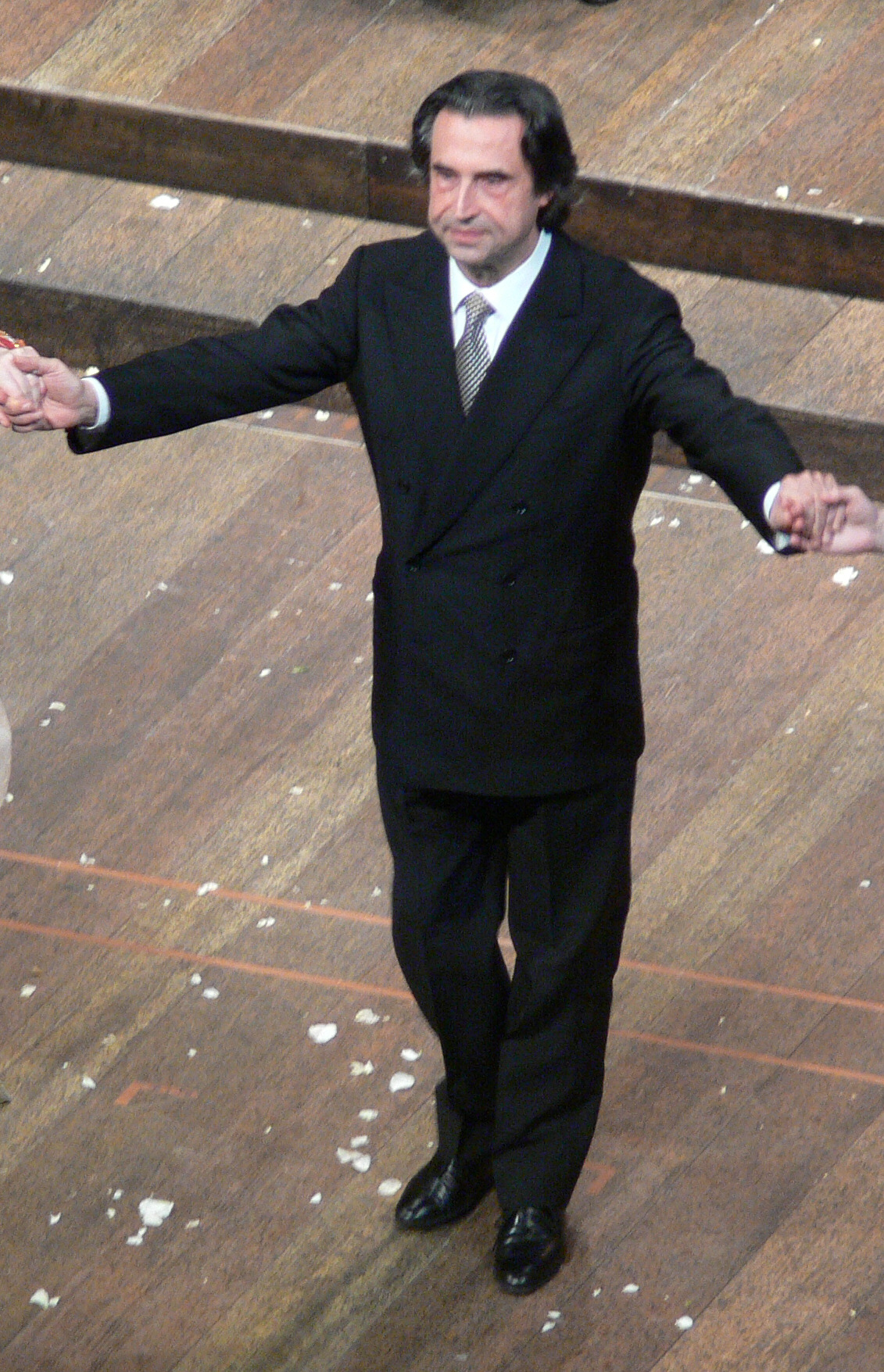
Riccardo Muti

Riccardo Muti, direttore d'orchestra, ha vinto 2 premi su 13 candidature totali.
- 1976
  - Candidatura alla miglior interpretazione corale di musica classica (opera esclusa) per Cherubini: Requiem In D Minor For Male Chorus And Orchestra (Album)
- 1979
  - Candidatura alla miglior interpretazione corale di musica classica (opera esclusa) per Vivaldi: Gloria In D Major And Magnificat (Album)
- 1980
  - Candidatura al miglior album di musica classica per Mussorgsky-Ravel: Pictures At An Exhibition/Stravinsky: The Firebird Suite (Album)
- 1985
  - Candidatura alla miglior registrazione d'opera per Verdi: Ernani (Album)
- 1987
  - Candidatura alla miglior registrazione d'opera per Respighi: The Pines Of Rome, The Fountains Of Rome, Roman Festivals (Album)
  - Candidatura alla miglior interpretazione corale di musica classica (opera esclusa) per Berlioz: Romeo Et Juliette (Album)
- 1988
  - Candidatura alla miglior registrazione d'opera per Mozart: The Marriage Of Figaro (Album)
- 1991
  - Candidatura alla miglior registrazione d'opera per Verdi: Attila (Album)
- 1994
  - Candidatura alla miglior registrazione d'opera per Gluck: Iphigenie En Tauride
- 2008
  - Candidatura al miglior album di musica classica per Cherubini: Missa Solemnis In E
  - Candidatura alla miglior interpretazione corale per Cherubini: Missa Solemnis In E
- 2011[17]
  - Miglior album di musica classica per Requiem (Verdi)
  - Miglior interpretazione corale per Requiem (Verdi)

### Riz Ortolani e Nino Oliviero
Riz Ortolani e Nino Oliviero, compositori, hanno vinto per il tema della colonna sonora del film Mondo cane.
- 1964
  - Miglior composizione strumentale per More (Theme from Mondo Cane)
  - Candidatura alla miglior colonna sonora per i media visivi per Mondo Cane (Album)

### Laura Pausini

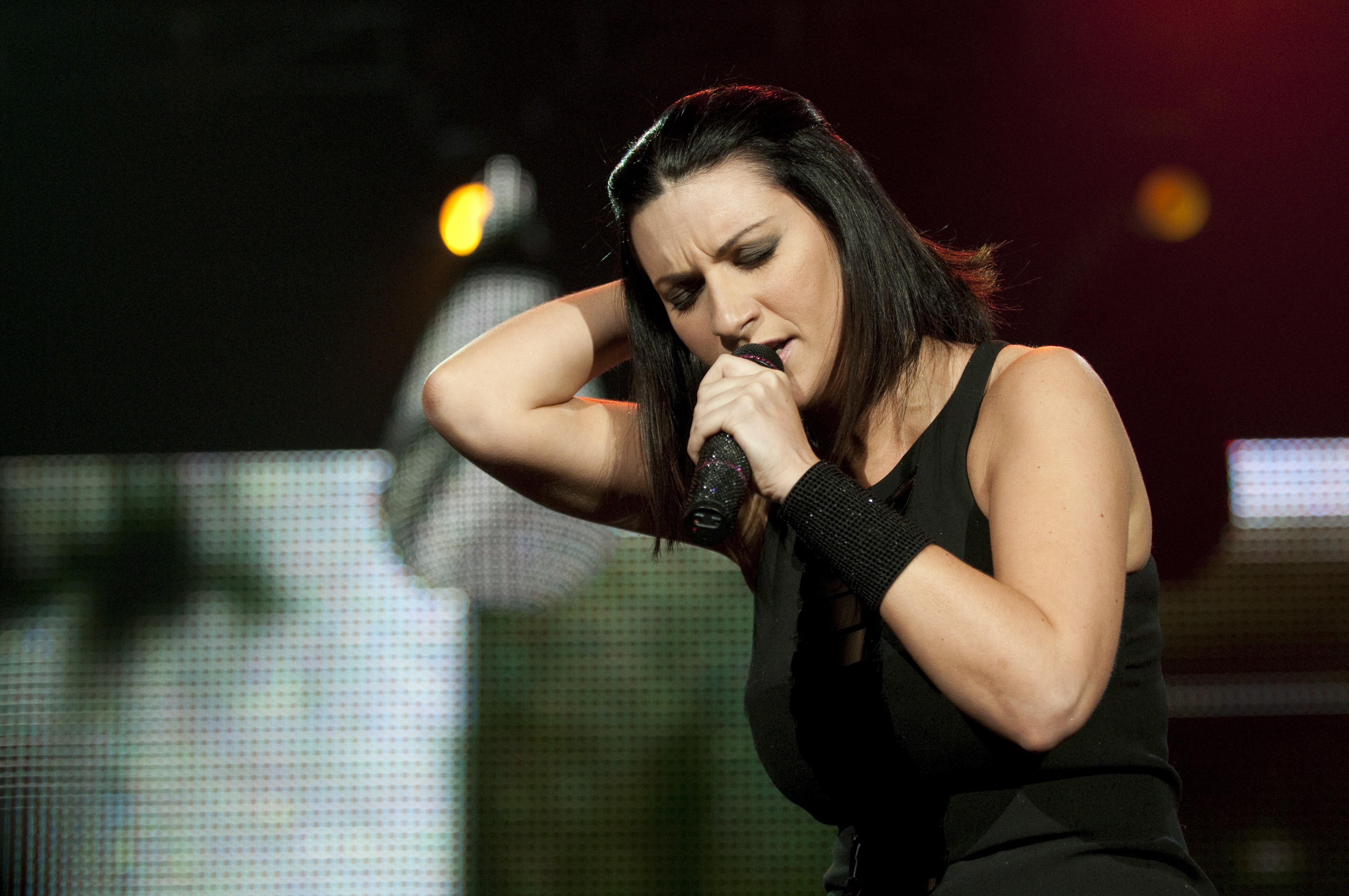
Laura Pausini

Laura Pausini, cantautrice, ha vinto il premio nel 2006.
- 2006[21]
  - Miglior album pop latino per Escucha
- 2017[22]
  - Candidatura al miglior album pop latino per Similares

### Luciano Pavarotti

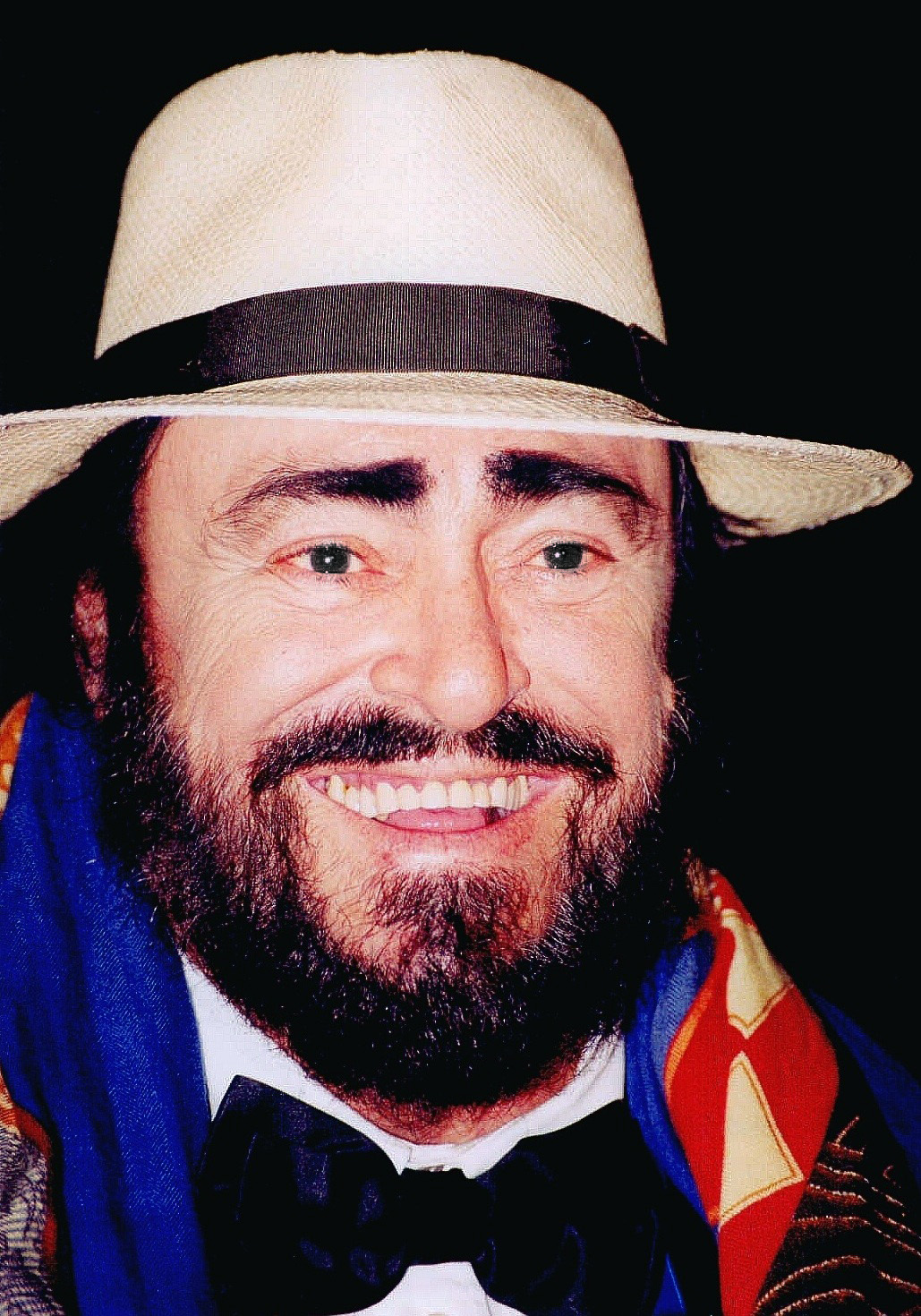
Luciano Pavarotti

Luciano Pavarotti, tenore, ha vinto un totale di 5 premi competitivi e due premi speciali.
- 1978
  - Candidatura alla miglior interpretazione vocale classica solista per Luciano Pavarotti - O Holy Night
- 1979
  - Miglior interpretazione vocale classica solista per Luciano Pavarotti - Hits From Lincoln Center
- 1980
  - Miglior interpretazione vocale classica solista per O Sole Mio - Favorite Neapolitan Songs
- 1982
  - Miglior interpretazione vocale classica solista per Live From Lincoln Center - Sutherland/Horne/Pavarotti
  - Candidatura al miglior album di musica classica per Live From Lincoln Center - Sutherland/Horne/Pavarotti
- 1987
  - Candidatura alla miglior registrazione d'opera per Verdi: Un Ballo In Maschera
  - Candidatura al miglior album di musica classica per Passione Pavarotti
- 1989
  - Miglior interpretazione vocale classica solista per Luciano Pavarotti In Concert
  - Candidatura alla miglior registrazione d'opera per Mozart: Idomeneo
  - Candidatura alla miglior registrazione d'opera per Bellini: Norma
- 1991
  - Miglior interpretazione vocale classica solista per Carreras, Domingo, Pavarotti In Concert
  - Candidatura al miglior album di musica classica per Carreras, Domingo, Pavarotti In Concert
- 1995
  - Candidatura all'album dell'anno per The 3 Tenors in Concert 1994
  - Candidatura al miglior album pop vocale per The 3 Tenors in Concert 1994
- 1997
  - Candidatura alla miglior collaborazione vocale pop per My Way
- 1998[24]
  - MusiCares Person of the Year
  - Grammy Legend Award

### Maurizio Pollini

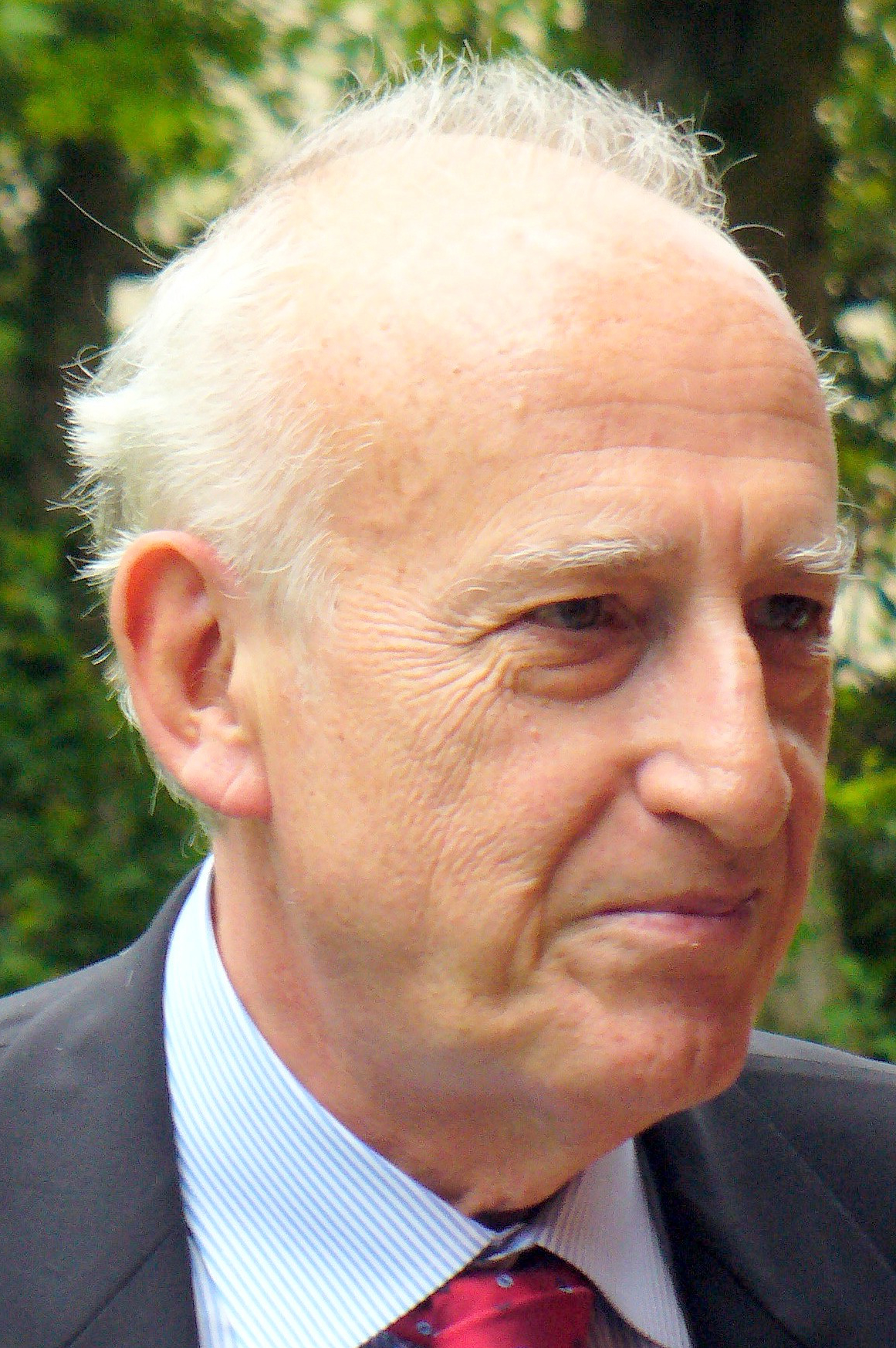
Maurizio Pollini

Maurizio Pollini, pianista, ha vinto 2 premi su un totale di 9 candidature.
- 1974
  - Candidatura alla miglior interpretazione strumentale solista (senza orchestra) per Chopin: Etudes (Album)
- 1977
  - Candidatura alla miglior interpretazione strumentale solista (senza orchestra) per Chopin: Preludes, Op.28 (Album)
- 1978
  - Candidatura alla miglior interpretazione strumentale solista (con orchestra) per Beethoven: Piano Concerto No. 4 In G (Album)
- 1979
  - Candidatura alla miglior interpretazione strumentale solista (senza orchestra) per Beethoven: The Late Piano Sonatas (Album)
- 1980
  - Miglior interpretazione strumentale solista (con orchestra) per Bartók: Piano Cons. Nos. 1 & 2
  - Candidatura alla miglior interpretazione strumentale solista (senza orchestra) per Boulez: Sonata For Piano No. 2 (Album)
- 1989
  - Candidatura alla miglior interpretazione strumentale solista (senza orchestra) per Schubert: The Late Piano Sonatas (Album)
- 2002
  - Candidatura alla miglior interpretazione strumentale solista (senza orchestra) per Schumann: Davidsbündlertänze, Op. 6; Concert Sans Orch.
- 2007
  - Miglior interpretazione strumentale solista (senza orchestra) per Chopin: Notturni

### Nino Rota

Nino Rota

Nino Rota, compositore, ha vinto nel 1973 per la colonna sonora de Il padrino ed ha ricevuto un totale di 5 candidature.
- 1962
  - Candidatura alla miglior colonna sonora per i media visivi per La Dolce Vita
  - Candidatura al miglior tema strumentale o versione strumentale della canzone per La Dolce Vita
- 1970
  - Candidatura alla canzone dell'anno per A Time For Us (con Larry Kusik e Eddie Snyder; eseguita da Henry Mancini)
- 1973
  - Miglior colonna sonora per i media visivi per Il padrino
  - Candidatura alla miglior composizione strumentale per Il padrino

### Giovanni Sollima
Giovanni Sollima, violoncellista e compositore, membro dell'organizzazione Silkroad, ha vinto nel 2017 il premio miglior album di world music per Sing Me Home.

### Renata Tebaldi
Renata Tebaldi, soprano, ha vinto il Grammy Award alla miglior interpretazione classica strumentale: solista o solisti (con o senza orchestra) nella prima edizione del premio per Operatic Recital.

### Arturo Toscanini

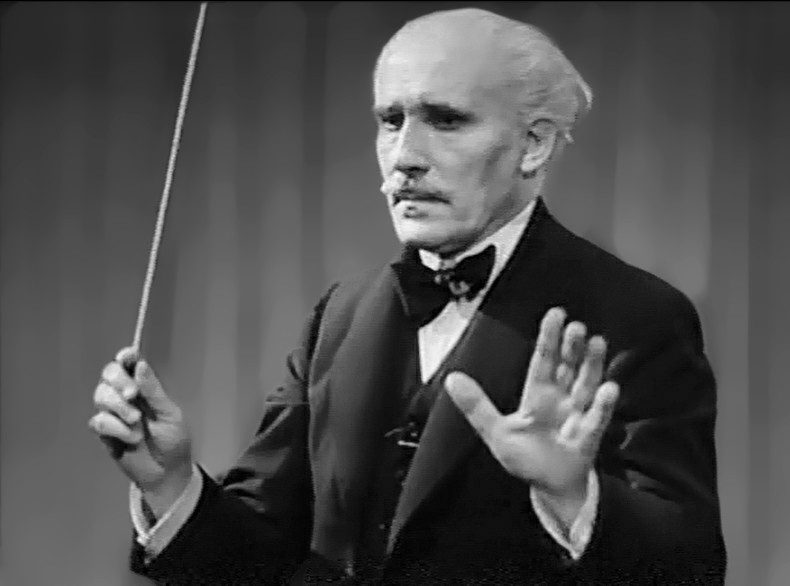
Arturo Toscanini

Arturo Toscanini, direttore d'orchestra, ha ricevuto le seguenti candidature:
- 1964
  - Candidatura alla miglior interpretazione strumentale solista (con orchestra) per Schubert: Symphony No. 9 In C Major ("The Great")
- 1967
  - Candidatura alla miglior interpretazione strumentale solista (con orchestra) per Berlioz: Romeo And Juliet
- 1977
  - Candidatura al miglior album di musica classica per Arturo Toscanini - The Philadelphia Orchestra
- 1987[8]
  - Grammy Award alla carriera

### Francesco Turrisi
Francesco Turrisi, polistrumentista e compositore, ha vinto 1 premio su 3 candidature.
- 2020
  - Candidatura alla miglior interpretazione di musica americana per I'm On My Way
- 2022[34][35]
  - Miglior album folk per They’re Calling Me Home (con Rhiannon Giddens)
  - Candidatura alla miglior canzone di musica americana per Avalon

### PARISI
PARISI, duo di artisti / produttori musicali / polistrumentisti, hanno vinto 1 premio su 1 candidatura.
- 2024
  - Miglior album dance/elettronico per Actual Life 3 (January 1 - September 9 2022) di Fred Again..

## Artisti italiani che sono stati candidati senza vincere
- Manuel De Sica, compositore, ha ricevuto una candidatura alla miglior colonna sonora per i media visivi per Il giardino dei Finzi Contini nel 1973.[38]
- Carlo Bergonzi, nel 1977, è stato candidato come miglior interpretazione vocale classica solista per Carlo Bergonzi Sings Verdi.[39]
- Andrea Bocelli, tenore e cantautore, ha ricevuto un totale di 5 candidature:[40]
  - 1999 - Candidatura al miglior artista esordiente
  - 2000 - Candidatura alla miglior interpretazione vocale pop maschile per Sogno (Track)
  - 2000 - Candidatura alla miglior collaborazione vocale pop per The Prayer
  - 2017 - Candidatura al miglior album vocale pop tradizionale per Cinema[41]
  - 2020 - Candidatura al miglior album vocale pop tradizionale per Sì[42]
- Eiffel 65, gruppo musicale eurodance, è stato candidato nella categoria miglior registrazione dance per Blue (Da Ba Dee) nel 2001.[43][44]
- Barbara Frittoli, soprano, nel 2003 è stata candidata nella categoria miglior registrazione d'opera per Mozart: Idomeneo.[45][46]
- Giovanni Antonini, flautista e direttore d'orchestra, è stato candidato al premio 3 volte:[47]
  - 2011 - Candidatura al miglior album di musica classica per Sacrificium
  - 2017 - Candidatura alla miglior registrazione d'opera per Handel: Giulio Cesare
  - 2021 - Candidatura al miglior album vocale solista classico per Farinelli
- Gianandrea Noseda, direttore d'orchestra, è stato candidato alla miglior registrazione d'opera nel 2018 per Bizet: Les pêcheurs de perles (con la Metropolitan Opera Orchestra; Metropolitan Opera Chorus).[48][49]
- Fabrizio Poggi, armonicista, è stato candidato al miglior album di blues tradizionale nel 2018 per "Sonny & Brownie's last train" con Guy Davis [50]
- Meduza, gruppo musicale, è stato nominato nella categoria miglior registrazione dance per Piece of Your Heart nel 2020.[51][52]
- I Måneskin sono stati candidati nel 2023 come miglior artista esordiente per Supermodel.[53][54][55]